# Кбелы (аэропорт)
Аэропорт (аэродром) Кбелы (чеш. Letiště Kbely, рус. Вёдра) был первым аэропортом Праги.

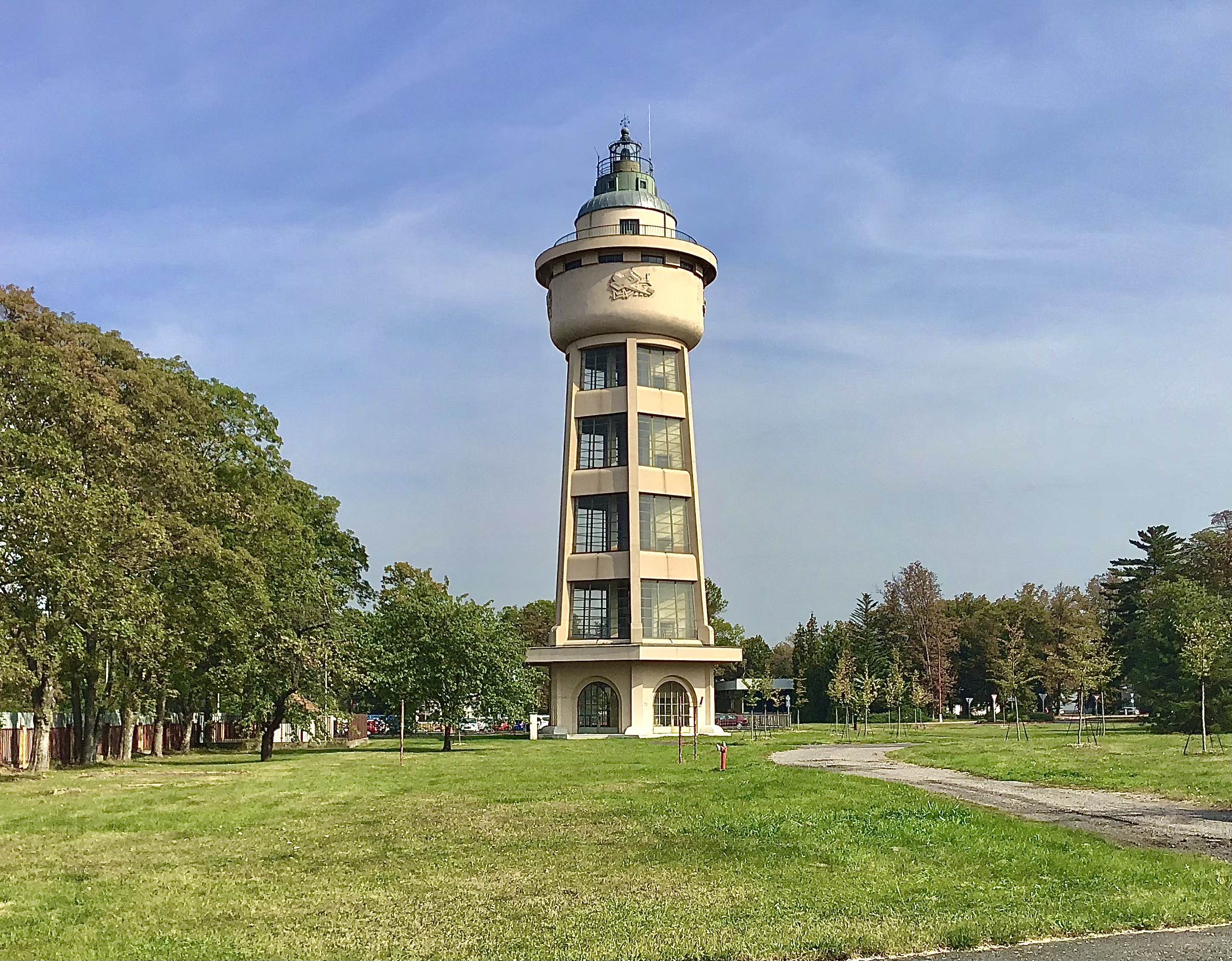
КДП аэропорта

## Описание
В настоящее время он имеет 2 ВПП: к югу от основной располагается резервная, асфальтовая, с размерами 1200×60 м. Для обслуживания пассажиров служит один терминал.
В последнее время аэродром, в основном, используется в качестве военного, но также обслуживает внутренние потребности страны и некоторые международные направления. Согласно международной классификации, аэропорт обозначается как аэродром военного назначения, необщественный. Соответственно, регулярное воздушное сообщение через него не осуществляется. В настоящее время основными функциями этих воздушных ворот республики являются:
- военные миссии — как на территории Чешской Республики, так и за её пределами;
- обслуживание потребностей чешских конституционных должностных лиц и иностранных правительственных делегаций, только в соответствии с решением Минобороны Чехии;
- осуществление специальных рейсов НАТО;
- использование для нужд служб здравоохранения Чешской Республики по программе «Тransplantančí»;
- проведение специальных полётов воздушной разведки, выполнение аэрофотосъёмки и воздушного лазерного сканирования орбиты[1].

Также отсюда совершаются индивидуальные рейсы на арендованном самолёте. Для этих целей аэропорт обладает собственной базой лётной техники различного класса и размера.

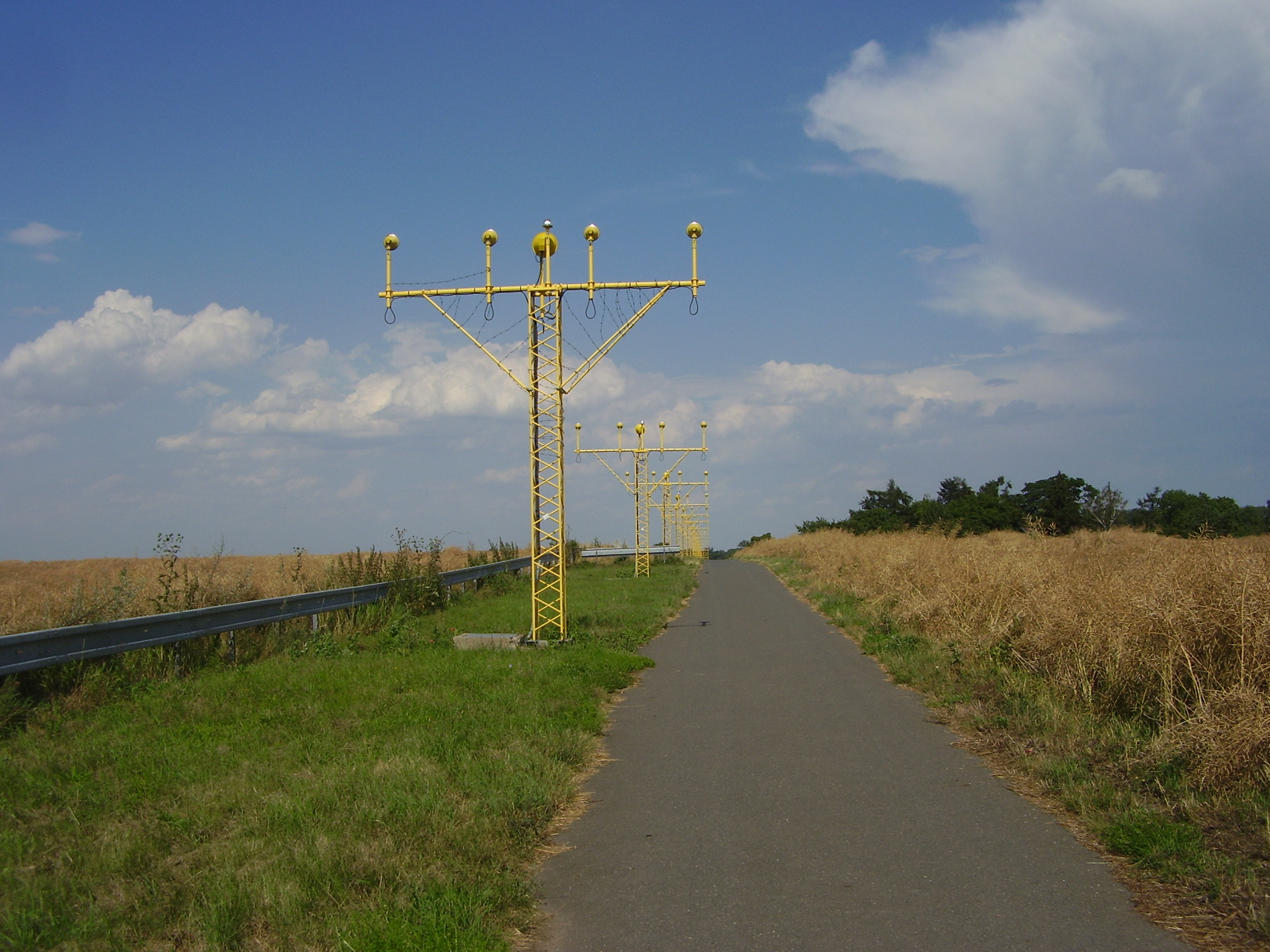
Огни приближения ВПП

Обслуживание частных рейсов — один из приоритетов работы аэропорта, здесь для их обслуживания создан специальный сервисный центр. Также заказать частный рейс можно и по интернету. Например, аренда лёгкого реактивного самолёта, чтобы долететь до Москвы, обойдётся примерно в 11 000 евро. При этом предоплата составит всего 10 %.
С северной стороны аэропорта (напротив музея авиации) находится бесплатная парковка. Рядом с ней — заправочная станция и сервисный центр по обслуживанию автомобилей. Другая станция технического обслуживания находится к северо-востоку от аэродрома, на пересечении улиц Mladoboleslavskа и Hornopocernicka. Сравнительно недалеко находится ещё несколько парковок и все они бесплатны. На обратной, южной стороне имеются ещё 2 бензозаправки.
Для обслуживания прилетающих/отлетающих пассажиров имеется служба трансфера «Fox Transfer», многочисленные службы такси и аренды автомобилей.
С 1968 года на аэродроме работет Пражский музей авиации.